# Mark Chipman
Mark Chipman är en kanadensisk företagsledare som är både president och vd för det kanadensiska holdingbolaget,  Megill-Stephenson Company Ltd. och är även styrelseordförande för True North Sports and Entertainment Ltd. som äger ishockeylagen Winnipeg Jets (NHL) och St. John's IceCaps (AHL).